# Hans-Peter Wiechers
Hans-Peter Wiechers (Pseudonym: hpw) (* 1948) ist ein deutscher Journalist, Herausgeber, Sachbuch- und Drehbuchautor sowie Filmregisseur und Produzent von Dokumentarfilmen.

## Leben und Werk

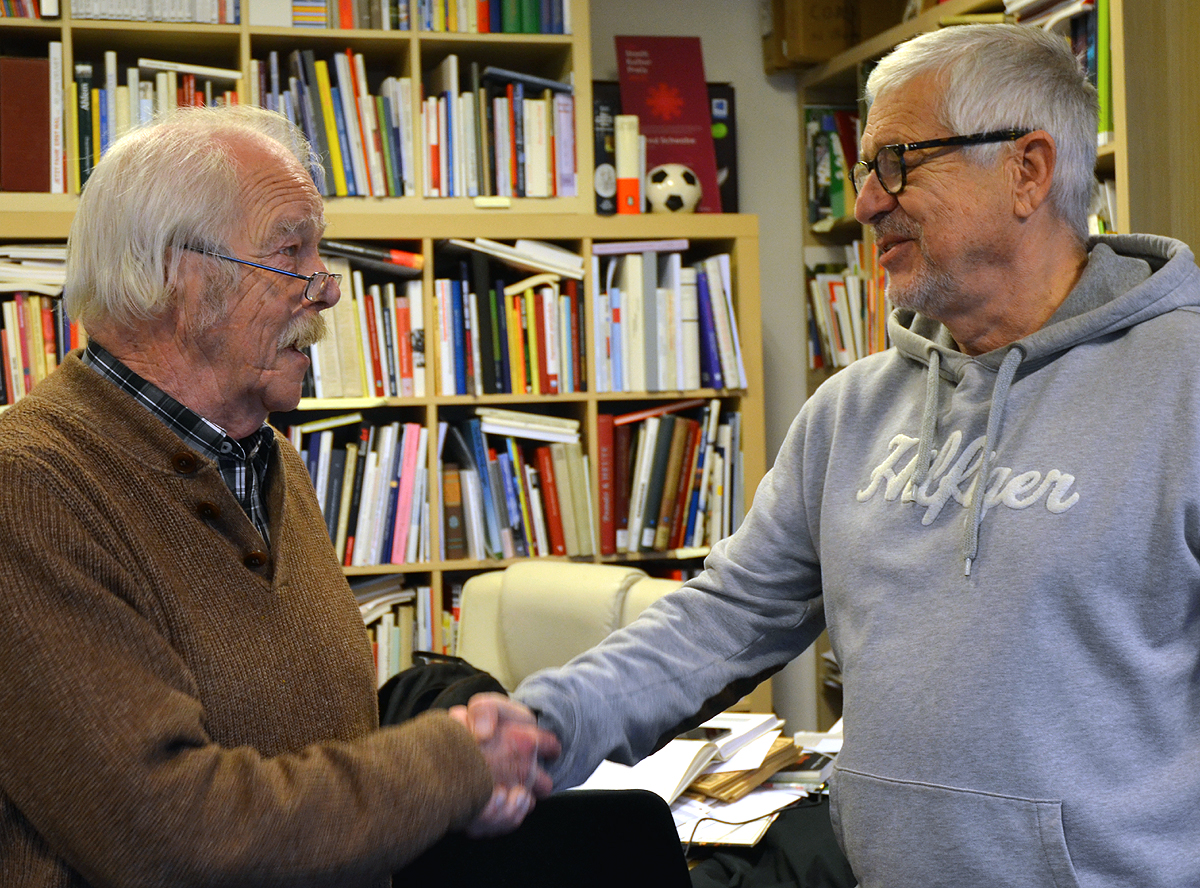
Hans-Peter Wiechers (rechts) beim Handschlag mit Otto Stender vom Verein Mentor – Die Leselernhelfer;
am 22. November 2018 in Hannover

Hans-Peter Wiechers wurde in der Nachkriegszeit im Jahr 1948 geboren.
Nach seinem Schulabschluss arbeitete Wiechers in der niedersächsischen Landeshauptstadt Hannover viele Jahre für die Hannoversche Allgemeine Zeitung (HAZ), für die er als Gerichtsreporter und Kolumnist tätig war.
Als Regisseur und Drehbuchautor produzierte Wiechers zudem zahlreiche Dokumentarfilme. Daneben veröffentlichte er über die Verlage Verlagsgesellschaft Madsack, Leuenhagen & Paris und den Zu Klampen Verlag neben Sachbüchern zu verschiedenen hannoverschen Themen oder seinen Hildesheimer Journalisten-Kollegen Hans Freter auch Zusammenstellung von Glossen, die unter dem Titel Lüttje Lagen zuvor in der HAZ erschienen waren.

## Schriften
- Heinrich K.-M. Hecht (Fotos), Hans-Peter Wiechers (Text), Martina Flamme-Jasper: Telemax. Architektur & Wahrzeichen, Hrsg.: Deutsche Telekom AG, Niederlassung Hannover, Rüdiger J. Schulz, Hannover: Deutsche Telekom, Niederlassung Hannover, [circa 2000]
- Ein alter Meister. Wilhelm Hauschilds fotografisches Vermächtnis. Aufgezeichnet von Hans-Peter Wiechers, Hannover: Madsack Verlagsgesellschaft, [circa 2002],  ISBN 978-3-7860-0521-6
- Das kleine Buch vom hannoverschen Alltag. Von Ehefrauen, Katern und anderen Lebewesen, Hannover: Leuenhagen und Paris, 2003, ISBN 978-3-923976-42-3 und ISBN 3-923976-42-9
- Leben ist schon schwer genug. Lüttje Lagen aus der Hannoverschen Allgemeinen Zeitung, Springe: zu Klampen, 2005, ISBN 978-3-934920-81-1 und ISBN 3-934920-81-0; Inhaltsbeschreibung und ausführliche Beschreibung
- Mal langsam. Lüttje Lagen aus der Hannoverschen Allgemeinen Zeitung (= Die Zeitungsglossen, Band 5), Springe: zu Klampen, 2008, ISBN 978-3-86674-031-0; Inhaltstext und ausführliche Beschreibung
- Hans-Peter Wiechers (Hrsg.), Hans Freter (jo): Max und ich. Lüttje Lagen aus der Hannoverschen Allgemeinen Zeitung, Springe: zu Klampen, 2006, ISBN 978-3-934920-78-1 und ISBN 3-934920-78-0; Inhaltstext
- Ingrid Lundberg-Piper (Hrsg.), Hans-Peter Wiechers et al.: Mein Hannover. Gesichter & Geschichten aus 60 Jahren. Mit den schönsten Fotos der HAZ-Leser, Hannover: Madsack Supplement, 2009, ISBN 978-3-940308-43-6; Inhaltsverzeichnis
- Hans-Peter Wiechers (Hrsg.), Hans Freter: Alte Schwächen. Lüttje Lagen aus der Hannoverschen Allgemeinen Zeitung (= Die Zeitungsglossen, Bd. 7), Springe: zu Klampen, 2009, ISBN 978-3-86674-059-4; Inhaltsverzeichnis, Inhaltstext und Inhaltstext
- Gabi Stief, Hans-Peter Wiechers: Der Mordverdacht. Hat die Justiz die Krebsärztin Mechthild Bach in den Tod getrieben? Eine Reportage, Springe: zu Klampen, 2018, ISBN 978-3-86674-584-1 und ISBN 3-86674-584-2; Inhaltsverzeichnis
- Gabi Stief, Hans-Peter Wiechers: Der kleine Zug ins Paradies, Springe: zu Klampen, 2022, ISBN 978-3-86674-822-4 und ISBN 978-3-98737-343-5 und ISBN 978-3-98737-344-2